# Dadakalivka, Zinkiv
Dadakalivka (în ucraineană Дадакалівка) este un sat în comuna Vlasivka din raionul Zinkiv, regiunea Poltava, Ucraina.

## Demografie
Componența lingvistică a localității Dadakalivka
     Ucraineană (100%)
Conform recensământului din 2001, toată populația localității Dadakalivka era vorbitoare de ucraineană (100%).